# Заклинание Гроа
«Заклинание Гроа» (исл. Grógaldr) — одна из поэм, входящих в состав «Старшей Эдды», но не включённых в «Королевский кодекс».
«Заклинание Гроа» является, наряду с «Речами Многомудрого», частью мини-цикла «Речи Свипдага». Главный герой цикла, Свипдаг, советуется здесь с мёртвой матерью, колдуньей по имени Гроа, о том, как ему противостоять враждебным силам, а во второй части использует полученное знание. Текст «Заклинания Гроа» сохранился в составе нескольких рукописных сборников XVII века, но это произведение явно было написано намного раньше — во времена, когда ещё были сильны элементы язычества.